# Gemeinsames Ministerialblatt
Das Gemeinsame Ministerialblatt (GMBl) ist das amtliche Bekanntmachungsorgan der deutschen Bundesregierung und der Bundesministerien. Es wird vom Bundesministerium des Innern seit 1950 herausgegeben.
Hier erscheinen die aufgrund von Art. 65 GG erlassene Geschäftsordnung der Bundesregierung (GOBReg) und die Gemeinsame Geschäftsordnung der Bundesministerien (GGO) sowie der Tarifvertrag für den öffentlichen Dienst. Die Bundesministerien veröffentlichen hier ihre allgemeinen Verwaltungsvorschriften (z. B. die Technische Anleitung Lärm und die TA Luft), Verordnungen, Richtlinien, Erlasse, Anordnungen, Rundschreiben und Bekanntmachungen von allgemeiner Bedeutung sowie Stellenausschreibungen. Seit 2007 veröffentlicht auch das Bundesministerium für Arbeit und Soziales hier seine amtlichen Bekanntmachungen, die bis 2006 im Bundesarbeitsblatt erschienen, u. a. die technischen Regeln der Bundesanstalt für Arbeitsschutz und Arbeitsmedizin.
Aktuell erscheint das GMBl im Carl Heymanns Verlag. Seit 2010 ist es auch online (zum Teil kostenpflichtig) verfügbar.
Im Dezember 2023 machte FragDenStaat alle Ausgaben des Gemeinsamen Ministerialblattes entgegen einem Verbot des Verlags frei verfügbar.